# Synagoga w Heilbronn-Horkheimie
Synagoga w Heilbronn-Horkheimie (niem. Synagoge in Heilbronn-Horkheim) – synagoga znajdująca się w Heilbronn w Niemczech, w wieży mieszkalnej Zamku Horkheim.
Żydzi mieszkający w majątku zamkowym urządzili pod koniec XVII wieku synagogę w wieży mieszkalnej zamku, która była używana jeszcze w XIX wieku. 
Podczas prac renowacyjnych w wieży odkryto fresk przedstawiający skrytkę na Torę oraz napis w języku niemieckim wykonany hebrajskimi literami.